# Laccophilus auropictus
Laccophilus auropictus är en skalbaggsart som beskrevs av Régimbart 1899. Laccophilus auropictus ingår i släktet Laccophilus och familjen dykare. Inga underarter finns listade i Catalogue of Life.